# Хјуз Х-4 Херкулес
Хјуз Х-4 Херкулес (енгл. Hughes H-4 Hercules; такође познат и као Гиздави гусан; регистарска ознака NX37602) је прототип стратешког летећег брода којег је дизајнирала и направила компанија Хјуз еркрафт. Замишљен као трансатлантско превозно средство за употребу током Другог светског рата, није завршен на време да би се могао користити у рату. Ваздухоплов је направио само један кратак лет, 2. новембра 1947. године, а пројекат никада није напредовао даље од појединачног произведеног примера.
Направљеном од дрвета (Дурамолдов процес) због ратних ограничења у коришћењу алуминијума и забринутости око тежине, ваздухоплову је наденут надимак „Гиздави (Смрековни) гусан”, иако је скоро у потпуности направљен од брезе. Херкулес је највећи летећи брод икада изграђен и имао је највећи распон крила од свих ваздухоплова који су икада летели све док Скејлд Композитс Стратолонч први пут није полетео 13. априла 2019. године. Ваздухоплов је остао у добром стању. Након што је од 1980. до 1992. године био изложен јавности на Лонг Бичу у Калифорнији, сада је изложен у Музеју ваздухопловства и свемира Евергрин у Макминвилу, Орегон, Сједињене Америчке Државе.

## Дизајн и развој
Ратно министарство САД је 1942. године морало да превезе ратно оружје и особље у Британију. Савезничка пловидба у Атлантском океану трпела је велике губитке за немачких подморница, па је објављен захтев за ваздухопловом који би могао да пређе Атлантик са великим корисним теретом. Ратни приоритети значили су да ваздухоплов не може бити направљен од стратешких материјала (на пример, алуминијума).
Ваздухоплов је био замисао Хенрија Џ. Кајсера, водећег градитеља и произвођача бродова Либерти. Кајсер се удружио са дизајнером авиона Хауардом Хјузом како би створио оно што ће постати највећи ваздухоплов до тада изграђен. Дизајниран је за превоз 68.000 килограма, 750 потпуно опремљених војника или два тенка М4 Шерман од 30 тона. Оригинална ознака „ХК-1” одражава сарадњу Хјуза и Кајсера.
Уговор о ваздухоплову ХК-1 објављен је 1942. године као уговор о развоју и захтевао је да се за две године конструишу три авиона. Размотрено је седам конфигурација, укључујући двокрилне и једнокрилне са комбинацијом четири, шест и осам мотора на крилима. Коначни дизајн који је изабран био је див који је засенио сваки велики транспортер који је до тада изграђен. Направљен је углавном од дрвета ради очувања метала (његови елеватори и крмило правца прекривени су тканином), а добио је надимак „Гиздави гусан” (име које Хјуз није волео) или „Летећа дрвара”.
Док је Кајсер створио концепт „летећег теретног брода”, он није имао ваздухопловно искуство и упутио се на Хјуза и његовог дизајнера Глена Одекирка. Развој се одуговлачио, што је фрустрирало Кајсера, који је за кашњења делимично окривио ограничења постављена за набавку стратешких материјала као што је алуминијум, а делимично и Хјузово инсистирање на „савршенству”. Изградња првог ХК-1 почела је 16 месеци након пријема развојног уговора. Кајсер се тада повукао са пројекта.
Хјуз је наставио програм сам под ознаком „Х-4 Херкулес”, потписавши нови владин уговор који је сада ограничио производњу на један примерак. Радови су се споро одвијали, а Х-4 није завршен све док се рат није завршио. Авион је изградила компанија Хјуз еркрафт на аеродрому Хјуз, на локацији данашње Плаја Висте у Лос Анђелесу, користећи Дурамолдов процес од шперплоче и смоле – облик композитне технологије − за конструкцију од ламелираног дрвета, која се сматрала технолошком tour de force. Специјализовани дрвени фурнир произвела је компанија Родис у Маршфилду, Висконсин. Хамилтон Родис је имао тимове младих жена који су пеглали (необично танак) јак фурнир од брезовог дрвета пре испоруке у Калифорнију.
Компанија за селидбе превезла је авион улицама до пристаништа Е у Лонг Бичу у Калифорнији. Преместили су га у три велика дела: труп, свако крило и четврту, мању пошиљку са деловима склопа репа и другим мањим склоповима. Након што је Хјуз еркрафт завршио завршну монтажу, подигли су хангар око летећег брода, са рампом за пуштање Х-4 у луку.
Хауард Хјуз је позван 1947. године да сведочи пред ратним истражним одбором Сената о употреби владиних средстава за ваздухоплов. Током рочишта у Сенату 6. августа 1947. (први у низу појављивања), Хјуз је изјавио:
Херкулес је био монументални подухват. То је највећи авион икада направљен. Има више од пет спратова и распон крила дужи је од фудбалског терена. То је више од градског блока. Сада, ја сам уложио зној свог живота у ову ствар. У њега је увучена моја репутација и неколико пута сам рекао да ћу, ако дође до неуспеха, вероватно напустити ову земљу и никада се више нећу вратити. Озбиљан сам.
Све у свему, трошкови развоја авиона достигли су 23 милиона долара (што је еквивалентно 211 милиона долара у 2019.).

## Оперативна историја
Хјуз се вратио у Калифорнију током паузе због рочишта у Сенату како би обавио тестове рулања на Х-4. Дана 2. новембра 1947. почели су тестови рулања са Хјузом за контролом. У његовој посади били су Дејв Грант као копилот, два инжењера лета, Дон Смит и Џо Петрали, 16 механичара и још две летачке посаде. Х-4 је такође носио седам позваних гостију новинара и додатних седам представника индустрије. На броду је било укупно тридесет шест људи.
Четири репортера отишла су да поднесу приче након прва два рулања, док је преостала штампа остала за последњу пробу дана. Након што је повећао брзину на каналу окренутом према плажи Кабриљо, Херкулес се подигао и остао у ваздуху 26 секунди на 21 метар од воде брзином од 217 километара на час око 1,6 километара. На овој надморској висини ваздухоплов је и даље доживео земаљски ефекат. Ипак, кратак лет показао је скептицима да је Хјузово (сада непотребно) ремек-дело достојно лета, чиме је оправдано коришћење владиних средстава.
Х-4 никада више није полетео. Његов капацитет узгона и плафон лета никада нису тестирани. Посада од 300 радника са пуним радним временом, сви заклени на тајност, одржавала је авион у стању лета у хангару са контролом климе. Компанија је смањила посаду на 50 радника 1962. године, а затим ју је расформирала након Хјузове смрти 1976. године.

## Излагање
Власништво над Х-4 оспорила је америчка влада, која је уговорила изградњу. Средином 1970-их постигнут је споразум према којем би Смитсонијанов Национални музеј авијације и астронаутике примио Хјуз Х-1 Рејсер и део крила Х-4, а корпорација Сума би платила 700 хиљада долара и добила власништво над Х-4, док би америчка влада уступила било која права, а авион би био заштићен од „комерцијалне експлоатације”.
Године 1980. Х-4 је купио Аеро клуб Јужне Калифорније, који је касније изложио ваздухоплов у веома великој геодетској куполи поред брода Квин Мери у Лонг Бичу у Калифорнији. Велики куполасти објекат постао је познат као „Купола Гиздавог гусана”. Врло велика затворена унутрашња купола око Х-4 састојала се од простора за састанке и посебне догађаје, разрађених аудио-визуелних приказа о Хауарду Хјузу и самом ваздухоплову, као и ресторана за туристе. Многе конгресне групе одржавале су велике вечере, продајне састанке, па чак и концерте под крилима авиона ноћу када је Купола Гиздавог гусана била затворена за туристе. Године 1986, секундарна атракција у стилу симулатора под именом Тајм Војаџер изграђена је поред Х-4, по цени од 2,5 милиона долара. Године 1988, компанија Волт Дизни је купила атракције Лонг Бича, а са њима и повезане некретнине. Године 1991, Дизни је обавестио Аеро клуб Јужне Калифорније да више не жели да приказује ваздухоплов Херкулес након што је врло амбициозни план Порт Дизни отказан.
Након дуге потраге за одговарајућим домаћином, Аеро клуб Јужне Калифорније организовао је да се Херкулес преда Музеју ваздухопловства и свемира Евергрин у замену за уплате и проценат од прихода музеја. Ваздухоплов је превезен шлепом, возом и камионом до тренутног дома у Макминвилу, Орегон (64 километара југозападно од Портланда), где је поново састављен и где је тренутно изложен. Летелица је у Макминвил стигла 27. фебруара 1993. године, након 138 дана путовања од Лонг Бича на 1.698 километара. Геодетску куполу Гиздави гусан сада користе крузери као свој терминал на Лонг Бичу.
До средине 1990-их, бивши хангари авиона Хјуз еркрафт на аеродрому Хјуз, укључујући и онај где је држан Херкулес, претворени су у звучне бине. Сцене из филмова као што су Титаник, Шта жене желе и Последњи дани снимљене су у хангару за авионе површине 29.300 квадратних метара, у којем је Хауард Хјуз креирао овај летећи брод. Хангар ће бити сачуван као структура која се може уврстити у Национални регистар историјских зграда у данашњој великој лакој индустрији и стамбеном развоју у насељу Плаја Виста у Лос Анђелесу.

## Спецификације

### Опште карактеристике
- Посада: 3
- Дужина: 66,65 метара
- Распон крила: 97,82 метара
- Висина: 24,18 метара
- Висина трупа: 9,1 метара
- Мотор: 8 × Pratt & Whitney R-4360 Wasp Major 28-цилиндрични радијално клипни мотори са ваздушним хлађењем, сваки по 2.200 kW (3.000 КС)
- Пропелери: Hamilton Standard, петометарни пропелери сталне брзине пречника

### Перформансе
- Брзина крстарења: 400 километара на час
- Домет: 4.800 километара
- Плафон лета: 6.400 метара

## Појављивања у медијима
Ваздухоплов је био главни део радње анимираног филма Медвед Јоги и магични лет Гиздавог гусана из 1987. године, студија Хана-Барбера.
У биографском филму Такер: човек и његов сан из 1988. године, кључни састанак између произвођача аутомобила Престона Такера и Хауарда Хјуза одржава се испред Херкулеса, у оквиру његовог хангара, где Хјуз накратко каже Такеру да није ствар у томе да ли Херкулес лети, као и како заобићи „естаблишмент” и сенатора Фергусона.
У авантуристичком филму Ракеташ из 1991. године, јунак Клиф Секорд користи велики модел Хјуз Х-4 Херкулеса како би побегао од неких знатижељних федералних агената и самог Хауарда Хјуза. Након што Секорд одведе модел на сигурно, Хјуз изражава олакшање што је ваздухоплов уопште летео.
Продукција и једини пробни лет Х-4 Херкулеса приказан је у филму Авијатичар Мартина Скорсезеа из 2004. године. За филм је коришћен летећи велики модел, који је сада изложен поред оригиналних авиона у Музеју ваздухопловства Евергрин у Макминвилу, Орегон.
У видео игри L.A. Noire (2011) играч може ући у авион. Додатно, спољашњи и унутрашњи изглед авиона Х-4 Херкулес представљени су у уводу ДЛЦ мисије, „Nicholson Electroplating”.
Ваздухоплов је био центар преваре у ТНТ-овој драмској серији Leverage, у епизоди 5.01 „Веома велики птичји посао”, која је емитована 15. јула 2012. године, а која је укључивала „продају” Херкулеса.